# Phytosus balticus
Phytosus balticus är en skalbaggsart som beskrevs av Ernst Gustav Kraatz 1874. Phytosus balticus ingår i släktet Phytosus och familjen kortvingar. Enligt den svenska rödlistan är arten sårbar i Sverige. Arten förekommer i Götaland och Gotland. Artens livsmiljö är havsstränder. Inga underarter finns listade i Catalogue of Life.